# Joey Barton
Joseph Anthony 'Joey' Barton (Huyton, 2 september 1982) is een Engels voetbalcoach en voormalig profvoetballer die doorgaans als centrale middenvelder speelde. Hij was actief van 2002 tot en met 2017. Barton speelde in februari 2007 zijn enige interland in het Engels voetbalelftal, tegen Spanje. Nadien werd hij trainer.

## Clubcarrière
Barton haalt behalve met zijn voetbalprestaties ook regelmatig de Engelse kranten vanwege disciplinaire problemen. Zo drukte hij tijdens een kerstfeest bij Manchester City een sigaret in het oog van tweede elftal-speler Jamie Tandy. Tijdens een toernooi in Thailand de daaropvolgende zomer, werd hij vervroegd naar huis gestuurd nadat hij een jonge fan van Everton aanviel. 
Op 13 maart 2007 werd Barton gearresteerd wegens het mishandelen van een taxichauffeur. Twee maanden later kreeg hij het tijdens een training van Manchester City aan de stok met ploeggenoot Ousmane Dabo. Deze verklaarde dat hij enkele rake klappen kreeg, waardoor hij voor behandeling naar het ziekenhuis moest. Barton werd door de leiding van City zes wedstrijden geschorst en kreeg van de rechtbank vier maanden voorwaardelijk opgelegd. Toen dat vonnis werd uitgesproken, was Barton net begonnen aan een gevangenisstraf van zes maanden voor het in elkaar slaan van een tiener tijdens het uitgaan in Liverpool. Daarvan zat hij 74 dagen uit. In augustus 2011 maakte hij de overstap naar de Londense club Queens Park Rangers na een ruzie met de voorzitter van zijn toenmalige club Newcastle United.
Barton ging op 13 mei 2012 weer in de fout. In de allesbeslissende laatste wedstrijd speelde hij tegen zijn oude club Manchester City. Queens Park Rangers vocht tegen degradatie, terwijl Manchester City streed om de titel. In de vijfenvijftigste minuut gaf Barton Manchester City-speler Carlos Tévez uit het niets een elleboogstoot in het gezicht. Hiervoor kreeg hij rood. Hij draaide door en schopte Sergio Agüero neer.
De FA wilde Barton hiervoor negen duels straffen. De FA veroordeelde Barton op 23 mei door hem voor twaalf wedstrijden van de Premier League te schorsen vanwege zijn elleboogstoot tegen Tévez, zijn trap tegen Agüero en zijn (poging tot) kopstoot tegen City-aanvoerder Vincent Kompany.
Barton kreeg in april 2017 een schorsing van achttien maanden en een boete van 30.000 pond. Dit nadat bleek dat hij in de periode 2006-2016 geld had ingezet op 1260 wedstrijden. De tuchtcommissie van de Engelse voetbalbond bracht zijn straf in juli 2017 met een kleine vijf maanden terug.

## Clubstatistieken
| Seizoen | Club                  | Competitie     | Duels | Goals |
| ------- | --------------------- | -------------- | ----- | ----- |
| 2002/03 | Manchester City       | Premier League | 7     | 1     |
| 2003/04 | Manchester City       | Premier League | 28    | 1     |
| 2004/05 | Manchester City       | Premier League | 31    | 1     |
| 2005/06 | Manchester City       | Premier League | 31    | 6     |
| 2006/07 | Manchester City       | Premier League | 33    | 6     |
| 2007/08 | Newcastle United      | Premier League | 24    | 1     |
| 2008/09 | Newcastle United      | Premier League | 10    | 1     |
| 2009/10 | Newcastle United      | Championship   | 15    | 1     |
| 2010/11 | Newcastle United      | Premier League | 34    | 2     |
| 2011/12 | Newcastle United      | Premier League | 2     | 0     |
| 2011/12 | Queens Park Rangers   | Premier League | 31    | 3     |
| 2012/13 | → Olympique Marseille | Ligue 1        | 25    | 0     |
| 2013/14 | Queens Park Rangers   | Championship   | 37    | 3     |
| 2014/15 | Queens Park Rangers   | Premier League | 28    | 1     |
| 2015/16 | Burnley               | Championship   | 38    | 3     |
| 2016/17 | Rangers FC            | Premiership    | 5     | 0     |
| 2016/17 | Burnley               | Premier League | 14    | 1     |

## Trainerscarrière
Op 18 april 2018 werd bekend dat Barton voor het eerst als manager aan de slag zou gaan, bij Fleetwood Town.

## Erelijst
| Competitie            | Aantal           | Jaren            |                  |                  |
| Newcastle United      | Newcastle United | Newcastle United | Newcastle United | Newcastle United |
| --------------------- | ---------------- | ---------------- | ---------------- | ---------------- |
| Kampioen Championship | 1x               | 2009/10          |                  |                  |
| Burnley               |                  |                  |                  |                  |
| Kampioen Championship | 1x               | 2015/16          |                  |                  |